# Winter-Universiade 1987
Die Winter-Universiade 1987 fand vom 21. Februar bis 28. Februar 1987 in Štrbské Pleso statt.

## Sportarten
Es fanden 25 Medaillenentscheidungen in 6 Disziplinen statt.
- Eishockey
- Eiskunstlauf
- Nordische Kombination
- Ski Alpin
- Skilanglauf
- Skispringen

## Medaillenspiegel
| Platz  | Mannschaft                      | Gold | Silber | Bronze | Gesamt |
| ------ | ------------------------------- | ---- | ------ | ------ | ------ |
| 1      | Tschechoslowakei                | 17   | 7      | 5      | 29     |
| 2      | Sowjetunion                     | 6    | 8      | 4      | 18     |
| 3      | Bulgarien                       | 1    | 2      | –      | 3      |
| 3      | Österreich                      | 1    | 2      | –      | 3      |
| 5      | Jugoslawien                     | –    | 1      | 6      | 7      |
| 5      | Vereinigte Staaten              | –    | 1      | 6      | 7      |
| 7      | Deutsche Demokratische Republik | –    | 1      | 2      | 3      |
| 8      | Schweiz                         | –    | 1      | 1      | 2      |
| 9      | Italien                         | –    | 1      | –      | 1      |
| 9      | Japan                           | –    | 1      | –      | 1      |
| 11     | Kanada                          | –    | –      | 1      | 1      |
| 11     | Polen                           | –    | –      | 1      | 1      |
| Gesamt | Gesamt                          | 25   | 25     | 26     | 76     |